# Serra d'Aitana

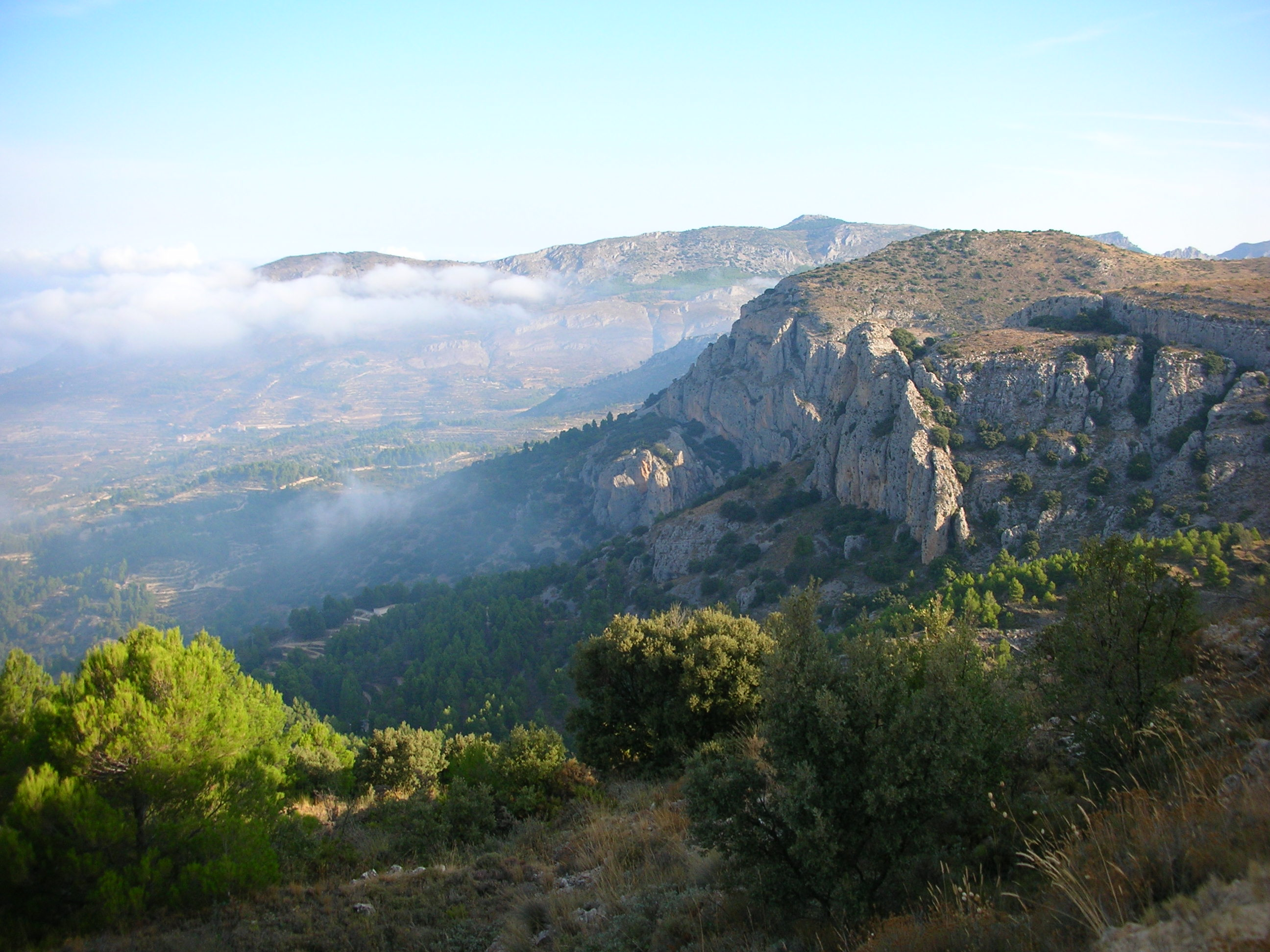
Vista cap al nord-est

La Serra d'Aitana s'estén sobre una superfície pròxima a les deu mil hectàrees, a només uns pocs quilòmetres de la costa de la Marina. Caracteritzada per un relleu extremadament accidentat, al paisatge de la serra predomina aclaparadorament el roquissar, sobretot en els nivells superiors del vessant septentrional. És precisament en aquest vessant on es troben les altures principals: a més del pic que dona nom a la serralada (Aitana, 1.558 m), són destacables la Penya Alta (1.556 m), la Penya Catxa (1.467 m), la Penya del Mulero (1.308 m) i l'Alt del Carrascar (1.208 m). L'Aitana és el cim més alt de la província d'Alacant.

## Situació i límits
La vall de Guadalest limita pel nord el massís i l'individualitza de les veïnes serres de Serrella i la Xortà, amb les quals contacta a través de la Serra del Carrascar, un estrep nord-occidental d'Aitana. Entre aquesta i la Serrella s'obri el coll d'Ares o Confrides (966 m), capçalera de la vall i punt de pas entre les comarques de l'Alcoià i el Comtat i la Marina Baixa. El flanc meridional d'Aitana es troba delimitat pels barrancs de Tagarina i l'Arc, entre els quals s'aixeca l'Alt de la Penya de Sella, una petita però espectacular alineació muntanyenca, tot i els seus escassos 1.159 m d'altitud màxima, el vessant sud de la qual descendeix ràpidament amb desnivells de més de 500 m fins al llit del barranc de l'Arc. Aquest barranc, finalment, separa l'Aitana i els seus contraforts de la sèrie de turons i valletes que culminen en la impressionant mola del Puig Campana. Cap a ponent, Aitana contacta amb les serres de Benifallim i Penàguila en el conegut coll de Tudons (1.020 m). Quant al límit oriental d'Aitana, és constituït per la Penya Roc i el seguit de tossals que la continuen cap al sud. De fet, aquests tossals segueixen gairebé sense interrupció fins a la mola aïllada del Ponotx (1.181 m), el qual pot considerar-se amb tota propietat com un contrafort del massís d'Aitana.

## Marc geològic
L'Aitana és una serralada d'una gran complexitat geològica, on predominen de manera aclaparadora els materials calcaris i, en menor mesura, dolomítics i margosos. Estratigràficament, els materials que afloren a la serra abasten des del Cretaci fins al Miocè. Des del punt de vista estructural, la serra forma part del bloc anticlinal Maigmó-Carrasqueta-Aitana, constituït per un complex feix de plecs. Tot el conjunt de la serra es troba intensament fracturat: el flanc septentrional d'Aitana, i amb aquest la principal línia de cingleres, correspon a una potent falla longitudinal que talla l'anticlinal d'est a oest, mentre que altres factures importants tallen la serralada pels seus límits nord-occidental i sud-oriental.

## Relleu i geomorfologia
Com s'ha assenyalat anteriorment, Aitana es caracteritza per un relleu aspre, sobretot en el seu vessant septentrional, on predominen les formacions rocalloses. En general, el vessant sud de la serra presenta un relleu més suau, amb pendents més moderats; excepte en l'alineació muntanyenca de la Penya de Sella; en menor mesura, un fet similar es reprodueix en els límits orientals --Penya Roc, Racó Ample-- i occidentals --el Salt d'Alcoleja--. Pel que fa al relleu de la serra cal destacar igualment el paper dels processos d'erosió càrstica, fins al punt que pot dir-se que Aitana alberga un dels conjunts càrstics més importants del migjorn valencià, en especial en el seu vessant nord, on hi sovintegen una sèrie de poliés i dolines, coneguts en la zona com a "corrals", reblits per argiles rogenques. També els fenòmens hipogeus assoleixen un desenvolupament notable, amb abundància de coves --com les del Diví, el Corb, l'Aigua, la Senyora o la Pileta-- i avencs, com ara els de Llagària, Quiqui, Mulero i sobretot els coneguts i espectaculars avencs de Partagat, pròxims a la Penya Forata. Finalment, s'ha de destacar la importància i extensió que assoleixen les clapisses o pedreres, en especial al peu de les cingleres del vessant septentrional.

## Hidrografia i hidrogeologia
Hidrogeològicament Aitana constitueix un important aqüífer, el qual forma part del subsistema Aitana-Serrella-Xortà i del sistema aqüífer de Prebètic de València-Alacant (SA 50.1). L'aqüífer de la Serra d'Aitana inclou diversos contraforts d'este subsistema, com ara la Serra del Carrascar, pla del Cirer, Alt de la Penya de Sella, Alt de Tafarmats o Tafarmaig i serres del Realet i Ponotx. Els dos nivells aqüífers principals (les calcàries grises del Cretaci Superior i les calcàries organogèniques de l'Eocé Mitjà) es troben intensament fracturats i carstificats, la qual cosa condiciona una ràpida resposta tant a l'explotació com a la recàrrega. Les fonts i els brolladors sovintegen per tota Aitana, tot i que són especialment abundants al vessant septentrional. Entre les fonts més conegudes poden esmentar-se les de l'Espinal, l'Arbre, Forata, Partegat, Els Xorrets, Molí, Salines, i Fuster, al vessant septentrional; les de l'Arc, Pouet de l'Alemany, Font Major de Sella i Alcàntara, al vessant sud, i les d'Ondarella i Xirles, al vessant est de la serra. Les aigües de la serra donen lloc a quatre corrents fluvials de diferent importància. L'aiguavés meridional desguassa principalment a través dels barrancs de Tagarina i l'Arc, a més del barranc del Seguró; la confluència dels tres barrancs principals dona origen al riu de Sella, tributari del riu Amadório o de la Vila, al qual s'uneix al sud d'Orxeta. Quant al riu Frainos o Penàguila, s'origina a la Serra del Carrascar, un estrep nord-occidental de la Serra d'Aitana, per a unir-se aigües avall de Benilloba al riu de Seta i confluir finalment amb el riu Serpis. El riu Guadalest és el principal corrent de la zona. Originat al peu del coll de Confrides, recorre d'oest a est la seua vall, en la qual s'encaixa de vegades profundament; el pantà de Guadalest regula els cabals del riu per al seu ús agrícola.

## Característiques climàtiques
El clima d'Aitana és condicionat, a grans trets, per l'altitud de la serra i la seua orientació predominant. El ritme anual de les temperatures és semblant en tota la serra, tot i que els valors mitjans presenten lògicament variacions importants: les mitjanes anuals oscil·len entre els 13,8 °C d'Alcoleja (739 m) i els 15,6 °C de Callosa d'en Sarrià (247 m), ambdues al vessant nord. Malgrat això, resulta lògic suposar que les mitjanes a les àrees superiors de la serralada, per damunt dels 1.500 metres, amb prou feines deuen superar els 11 °C. El mes més càlid és juliol a Alcoleja i agost a Callosa (amb temperatures mitjanes de 24,5 i 23,1 °C, respectivament), mentre el més fred és desembre a la primera i gener a la segona (amb 6,1 i 10,0 °C, respectivament). Les gelades són freqüents durant els mesos hivernals, sobretot pel gener, i abasten un període temporal relativament ampli, sobretot a les zones més elevades de la serra. Les precipitacions tenen a la zona una marcat caràcter orogràfic: com a conjunció de les característiques estructurals (altura relativament elevada i orientació aproximada est-oest) i del paper predominant dels vents humits del nord-est, s'hi generen els temporals de tardor i hivern. Les precipitacions més elevades a l'entorn de la serra s'assoleixen en el sector nord-occidental (Alcoleja, amb una mitjana de 706 mm/any) per disminuir ràpidament en dirigir-nos cap a l'est (Benimantell, 608 mm/any; Callosa d'en Sarrià, 474 mm/any) i a l'oest (Benifallim-El Carrascalet, 558 mm/any); però és al vessant meridional on es fa més patent l'efecte de barrera exercit per la serra: a l'observatori de Sella es recullen com a mitjana 424 mm/any, mentre que a Relleu la precipitació descendeix fins als 387 mm/any. Les nevades, finalment, solen visitar la serra quasi tots els hiverns, tot i que la seua incidència és molt variable entre un any i un altre. A observatoris com Benifallim se superen els dos dies de neu a l'any com a mitjana, valor que lògicament ha de ser més elevat en cotes més altes. En aquest cas, la incidència de les nevades no sols és més pronunciada, sinó que la permanència de la capa de neu és també molt més prolongada. La major nevada registrada caigué l'any 1998. La capa de neu superava el metre i mig. No obstant això, el juny de 1976, els habitants de les localitats veïnes van poder observar Aitana nevada.

## La vegetació i la flora
La flora és probablement l'aspecte més destacat del poblament biòtic de la serra, ja que a banda de la notable diversitat vegetal, a Aitana es presenta un conjunt realment notable d'espècies que falten o són molt rares en altres serralades alcoianodiàniques. Moltes són espècies d'òptim septentrional, freqüents al nord del País però extremadament escasses en aquesta zona; d'altres, en canvi, són característiques de serralades bètiques situades al sud, algunes de les quals assoleixen a Aitana el seu límit nord de distribució. Finalment, un tercer grup d'espècies d'elevat valor biogeogràfic és format per endemismes d'àrea més o menys restringida. Malgrat l'efecte destructiu i reiterat dels incendis, la serra conserva encara alguns enclavaments forestals destacables, representats per bosquets més o menys extensos de carrasca, enriquits a les zones més fresques i humides (com ara al peu de les cingleres del vessant nord) amb espècies com el freixe de flor, l'auró, la moixera i fins i tot el gal·ler i el teix. Amb tot, la formació arbrada més estesa a la serra és el pinar, afavorit per les repoblacions efectuades. Els espinals i les bardisses, d'un elevat interès biogeogràfic, representen un important paper en la vegetació de la serra, sobretot als nivells superiors del vessant nord. Quant a les bosquines, es troben ben representades en els nivells baixos del vessant nord i en molts barrancs del vessant sud, com ara Tagarina. Com resulta habitual en les nostres serralades, els matollars són la formació vegetal més freqüent i estesa per la totalitat de la serra. Tot i que les espècies dominants s'hi mantenen pràcticament en tota la serra, hi ha variacions de menor grau segons es tracte de zones més baixes o elevades, així com respecte al vessant sud i nord. En augmentar l'altitud, les brolles de cepell i romaní són substituïdes progressivament per salviars, fins a esdevindre els matollars dominants. Finalment, als nivells més elevats del vessant nord s'hi fa una brolla d'aspecte pulvinular, adaptada a suportar les baixes temperatures i l'acció dels vents. Altres formacions vegetals, com els prats perennes (fenassars i llistonars), els prats anuals o les formacions de ribera (xoperes, omedes, joncars, etc.) tenen una incidència important en el paisatge de la serra; cal destacar, per la seua riquesa, el poblament vegetal de les cingleres i roquissars, on prosperen nombroses espècies endèmiques i d'interès, que podem simbolitzar en la coneguda rosa d'Aitana o corona de rei (Saxifraga longifolia).

## Fauna
La variada comunitat faunística de la serra constitueix una bona representació dels medis de muntanya mediterrània; de fet, per la seua superfície i la relativament escassa presència humana, Aitana ha representat un important paper com a refugi d'espècies que s'han enrarit extremadament o que han desaparegut en altres serres pròximes. Als escassos retalls de vegetació forestal que s'han conservat a la serra es concentra una variada comunitat de mamífers, entre els que hom pot esmentar la geneta, el teixó, la fagina, el cerval o la rata cellarda. Quant a l'avifauna, en són característiques d'aquests medis moltes espècies de petits ocells passeriformes, així com d'altres ocells com el picot verd, la griva, el tudó, el gaig, etc. Quant a les brolles i altres medis oberts, hi són característiques diverses espècies de rèptils, com el fardatxo, la sargantana cua-llarga, la serp de ferradura o l'escurçó. Quant als mamífers, hom pot esmentar el ratolí de camp, les musaranyes o l'eriçó, a més d'algunes espècies apreciades pel seu interès cinegètic, com el conill, la llebre i fins i tot el senglar; el predador més estès en aquest hàbitat és la rabosa. Pel que fa a les aus, són freqüents espècies que nidifiquen a terra, com la perdiu o la cogullada. Quant a les brolles més denses, el grup més característic són els tallarols o busqueretes (Sylvidae); també hi sovintegen algunes aus que requereixen la presència d'arbres aïllats per a niar, com ara el capçot o diversos fringíl·lids, com el llogaret, el verderol, la cadernera o el gafarró. Finalment, cal fer esment del poblament faunístic de les cingleres i roquissars, ambient on es pot trobar una avifauna característica en la qual destaquen diverses rapinyaires, com ara l'àguila daurada, l'àguila de panxa blanca, el falcó reial, el brúfol o el xoriguer. Els còrvids són un altre grup típicament associat a les cingleres, amb espècies com els corbs, les gralletes o la gralla de bec roig. També s'hi troben el colom roquer, la falzia de panxa blanca o el roqueret, mentre que alguns ocells com la merla blava, el sit-sit o el fumat sovintegen per pedreres i roquissars.

## Poblament i usos actuals
L'Aitana ha estat poblada des del Neolític. De fet, és una àrea important en jaciments de pintures rupestres d'aquesta època. Cal destacar l'art macroesquemàtic, un estil rupestre exclusiu de l'Aitana. Altres estils que es poden trobar en l'Aitana són l'art esquemàtic i l'art llevantí.
Actualment, un total de set pobles se situen a la rodalia immediata de la serra: Alcoleja (297 hab.), al nord-oest; al nord, i dins la Vall de Guadalest, hi trobem Confrides (297 hab.), Benifato (124 hab.), Beniardà (231 hab.), Benimantell (453 hab.) i Guadalest (165 hab.); finalment, en el límit sud de la serra, hi apareix Sella (590 hab.). Tot i que fora ja de la influència directa de la serra, cal fer esment dels nuclis de Callosa d'en Sarrià (7.478 hab.), La Nucia (6.078 hab.) i Polop de la Marina (1.595 hab.), els quals representen la major aglomeració de població de la rodalia d'Aitana. Els usos actuals a la serra pròpiament dita es troben molt limitats per les característiques topogràfiques i climàtiques. Així, els cultius -generalment oliveres i fruiters de secà- ocupen els fons de les valls i barrancs (Guadalest, Tagarina i l'Arc, sobretot), tot i que de manera dispersa hi apareixen alguns enclavaments agrícoles en zones més elevades dels vessants nord i sud, com ara els que aprofiten el fons d'algun pòlies. L'aprofitament ramader assoleix una certa rellevància a les zones més abruptes de la serra, com posa de manifest l'abundància de corrals. La major part del nucli central de la serra no presenta, a hores d'ara, cap aprofitament tret dels usos cinegètics i excursionistes.
Diverses carreteres, totes elles secundàries, voregen els límits de la serra. La més important és la C-3313, entre Ontinyent i Callosa d'en Sarrià per la vall de Guadalest. La A-P-1704, de Polop de la Marina a Benimantell i Guadalest, discorre al peu del vessant nord-oriental de la serra. La carretera A-170 uneix Alcoleja i Sella a través del coll de Tudons, a l'oest d'Aitana; en aquest coll s'ajunta amb les carreteres A-P-1711 i A-171, procedents de Penàguila. A més de les carreteres, diverses pistes forestals i camins asfaltats s'endinsen en la serra, fins al punt que de vegades representen un problema important. Com a exemples, hom pot destacar la pista forestal que, des de la rodalia de la base militar, arriba fins a les fonts de l'Espinar, l'Arbre i Forata, al vessant nord; diversos ramals d'aquesta pista es dirigeixen a Confrides i al pla de la Carrasca. Una altra pista, asfaltada en part, trancorre pel barranc de l'Arc des de Sella; l'últim tram, poc practicable, enllaça, una vegada travessada la carena, amb diversos camins que menen al Molí d'Ondara i a la carretera A-P-1704. També el barranc de Tagarina és recorregut per una pista forestal que acaba remuntant la capçalera del barranc i que es prolonga al vessant nord fins a la font de Partegat i Benifato; el trajecte entre aquests darrers punts es troba asfaltat, tot i que en mal estat. Finalment, cal fer esment d'una via asfaltada d'accés restringit que uneix el port de Tudons amb les instal·lacions militars situades al cim de la serra. Les edificacions rurals (els coneguts masos, característics d'aquestes comarques) s'agrupen generalment al voltant de les àrees susceptibles de cultiu, de manera que eviten el nucli central de la serralada. A més dels masos, per tota la serra apareixen nombrosos corrals relacionats amb l'aprofitament ramader extensiu. Menció a banda mereixen les caves o clots de neu, que sense arribar a la importància i monumentalitat que assoleixen en altres serralades d'aquestes comarques, posen de manifest aquesta antiga activitat. Quant al patrimoni històric i cultural, i a més de diversos masos i els esmentats clots de neu, cal esmentar diverses fortificacions medievals (com ara els castells de Confrides, Sella o Guadalest, de certa rellevància històrica arran de la problemàtica associada a l'expulsió dels moriscos el 1609), sense oblidar els pintorescos conjunts urbans d'alguns dels pobles de la serra, dels quals el Castell de Guadalest és un exemple ben conegut.
Finalment cal fer menció a la base militar situada a l'Aitana, que conté uns dels radars de control aeri més important de l'est de la península Ibèrica. I també al gran safari situat en el vessant oest, amb un important nombre d'animals d'origen tropical (elefants, rinoceronts, etc.).

## Aitana en les arts
La serra d'Aitana ha inspirat nombroses manifestacions artístiques, d'entre les quals destaquen especialment les dels artistes del grup d’intel·lectuals alacantins conegut com a amics germans i format, entre d'altres, per Gabriel Miró, Germà Bernàcer, Guardiola Ortiz, Òscar Esplà i Emilio Varela Isabel.
Literatura

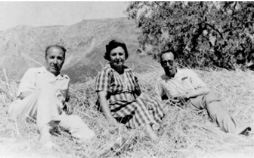
Òscar Esplà (dreta) amb Germà Bernàcer i la seua dona, Maria Guardiola, a la serra d'Aitana.

- Gabriel Miró: Años y leguas (1928)
- Enric Valor: L'ambició d'Aleix (1960)
- Enric Valor: La idea de l'emigrant (1987)

Música
- Òscar Esplà: Simfonia Aitana, Op. 56 (1964)

Pintura
- Emilio Varela: Noguer, oliveres i llum d'Aitana; Neus a Aitana i la Carrasqueta